# Veslování na Letních olympijských hrách 1932
Veslování na Letních olympijských hrách 1932 v Los Angeles se konalo na Marine Stadium v Long Beach.

## Medailisté

### Muži
| Disciplína              | Zlato | Stříbro | Bronz |
| Skif                    | Henry "Bobby" Pearce · Austrálie (AUS) | William Miller · Spojené státy americké (USA) | Guillermo Douglas · Uruguay (URU) |
| Dvojskif                | Spojené státy americké (USA) · Kenneth Myers · William Gilmore | Německo (GER) · Herbert Buhtz · Gerhard Boetzelen | Kanada (CAN) · Charles Pratt · Noël de Mille |
| Dvojka bez kormidelníka | Velká Británie (GBR) · Lewis Clive · Hugh Edwards | Nový Zéland (NZL) · Cyril Stiles · Fred Thompson | Polsko (POL) · Henryk Budziński · Jan Krenz-Mikołajczak |
| Dvojka s kormidelníkem  | Spojené státy americké (USA) · Joseph Schauers · Charles Kieffer · Edward Jennings                                                                                           | Polsko (POL) · Jerzy Braun · Janusz Ślązak · Jerzy Skolimowski | Francie (FRA) · Anselme Brusa · André Giriat · Pierre Brunet                                                                                                   |
| Čtyřka bez kormidelníka | Velká Británie (GBR) · John Badcock · Hugh Edwards · Jack Beresford · Rowland George                                                                                         | Německo (GER) · Karl Aletter · Ernst Gaber · Walter Flinsch · Hans Maier                                                                                                   | Itálie (ITA) · Antonio Ghiardello · Francesco Cossu · Giliante D'Este · Antonio Garzoni Provenzani                                                             |
| Čtyřka s kormidelníkem  | Německo (GER) · Hans Eller · Horst Hoeck · Walter Meyer · Joachim Spremberg · Carlheinz Neumann                                                                              | Itálie (ITA) · Bruno Vattovaz · Giovanni Plazzer · Riccardo Divora · Bruno Parovel · Giovanni Scher                                                                        | Polsko (POL) · Jerzy Braun · Janusz Ślązak · Stanisław Urban · Edward Kobyliński · Jerzy Skolimowski                                                           |
| Osmiveslice             | Spojené státy americké (USA) · Edwin Salisbury · James Blair · Duncan Gregg · David Dunlap · Burton Jastram · Charles Chandler · Harold Tower · Winslow Hall · Norris Graham | Itálie (ITA) · Vittorio Cioni · Mario Balleri · Renato Bracci · Dino Barsotti · Roberto Vestrini · Guglielmo Del Bimbo · Enrico Garzelli · Renato Barbieri · Cesare Milani | Kanada (CAN) · Earl Eastwood · Joseph Harris · Stanley Stanyar · Harry Fry · Cedric Liddell · William Thoburn · Donald Boal · Albert Taylor · George MacDonald |

## Přehled medailí
| Pořadí | Země                         | Zlato | Stříbro | Bronz | Celkově |
| ------ | ---------------------------- | ----- | ------- | ----- | ------- |
| 1      | Spojené státy americké (USA) | 3     | 1       | 0     | 4       |
| 2      | Velká Británie (GBR)         | 2     | 0       | 0     | 2       |
| 3      | Německo (GER)                | 1     | 2       | 0     | 3       |
| 4      | Austrálie (AUS)              | 1     | 0       | 0     | 1       |
| 5      | Itálie (ITA)                 | 0     | 2       | 1     | 3       |
| 6      | Polsko (POL)                 | 0     | 1       | 2     | 3       |
| 7      | Nový Zéland (NZL)            | 0     | 1       | 0     | 1       |
| 8      | Kanada (CAN)                 | 0     | 0       | 2     | 2       |
| 9      | Uruguay (URU)                | 0     | 0       | 1     | 1       |
| 9      | Francie (FRA)                | 0     | 0       | 1     | 1       |
| Celkem | Celkem                       | 7     | 7       | 7     | 21      |